# Kostolík
Kostelík je osamělá věž uprostřed Batizovské doliny. Podle geologů jde o tzv. nunatak - skalní útvar, který kdysi čněl osaměle z ledovce. Dříve se mu říkalo "Kanceľ".
Je spojen s jednou z nejznámějších tatranských tragédií, když na něm v r. 1933 zahynul přední polský horolezec W. Stanislawski se spolulezcem.

## Topografie
Kuželovitá vyvýšenina v horní části Batizovské doliny (Vyšná Batizovská roveň) naproti Batizovské próbe, jedné z normálek na Gerlach. Není propojen na okolní hřebeny. Má dva vrcholy, vyšší je severní. Horolezecky se kromě hran využívá západní a jihovýchodní stěna, obě jsou asi 100metrové. Pod západní stěnou se nachází Pliesko pod Kostolíkom.

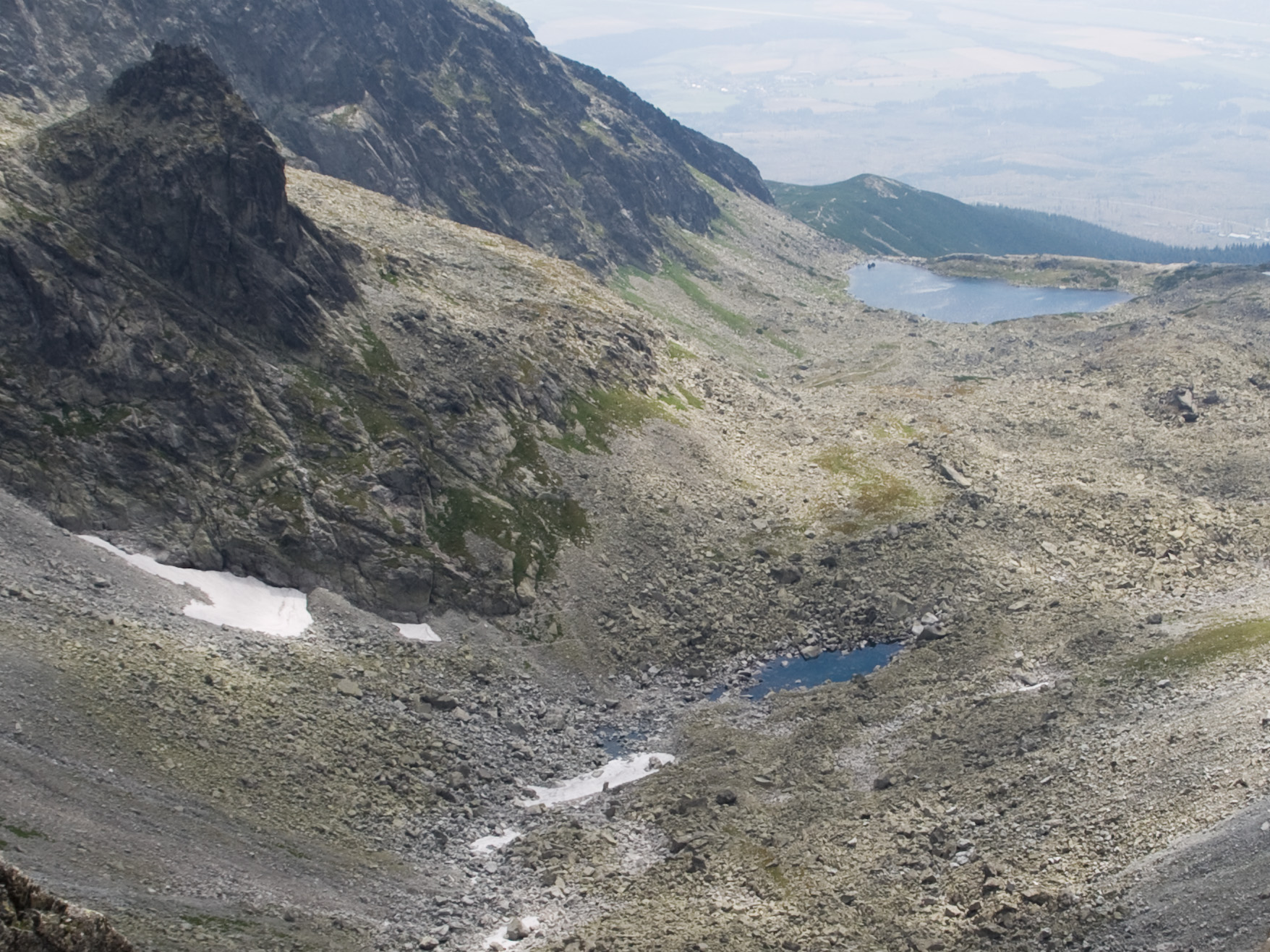
Tmavý Kostolík je vlevo, vzadu je vidět Batizovské pleso